# 哈恩南山脈

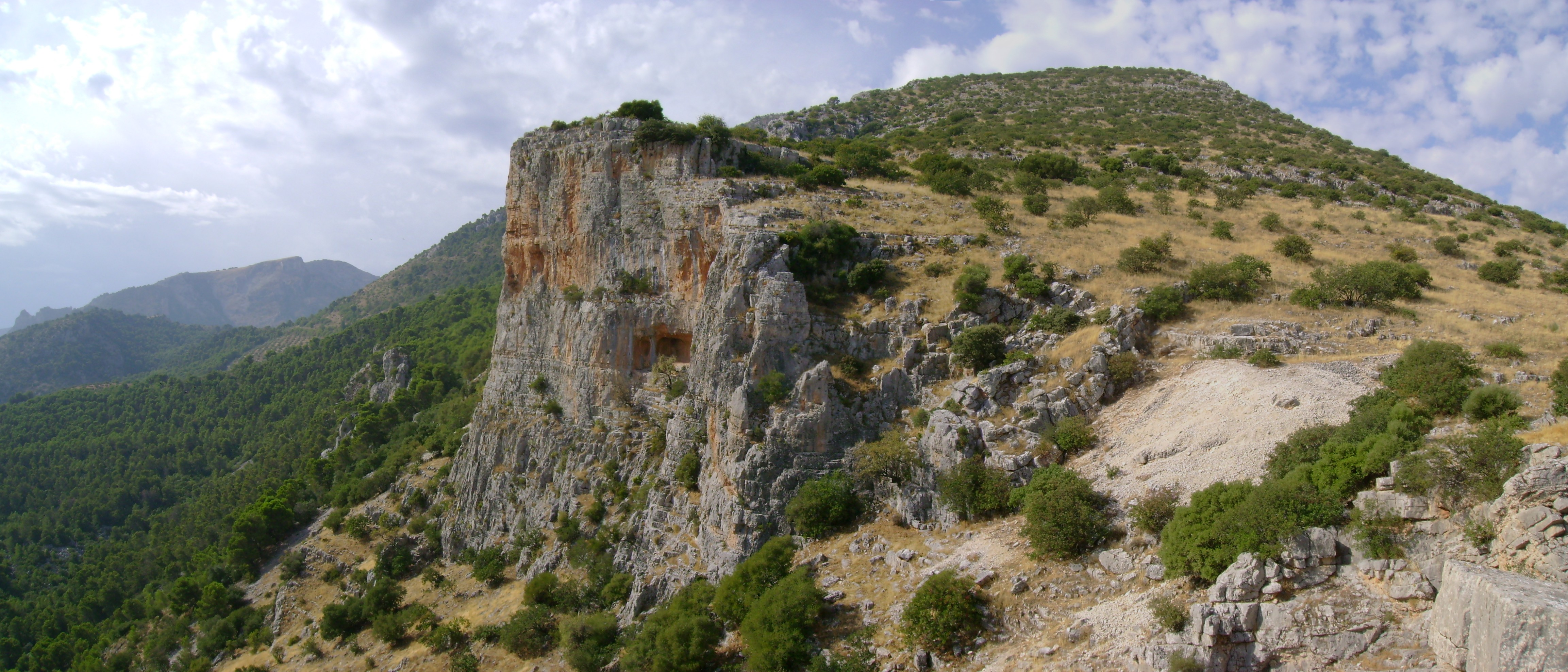

哈恩南山脈（西班牙語：Sierra Sur de Jaén），是西班牙的山脈，位於哈恩省西南部，屬於貝蒂科山脈的一部分，長48公里、寬15公里，最高點海拔高度1,872米，山體在新生代形成。